# Imalaguán
Imalaguán es un  islote situada en el mar de Joló. Forma parte de las Islas de Cuyos, archipiélago formado por cerca de 45 islas situadas al noreste de la isla  de Paragua, al sur de las de Mindoro y de Panay.
Administrativamente forma parte de San Carlos , uno de los 17 barrios que forman el municipio de Cuyo perteneciente a la provincia de Paragua en Filipinas.
Situada 5 km al sur  de la isla de Gran Cuyo, 17 km al este de la isla de Caponayán y 10 km al sueste  de la de Bisucay.
La isla de Silat queda a 11 km de distancia en dirección suroeste.
La zona horaria  es UTC/GMT+8.